# Крук, Сандра
Сандра Крук (род. 22 августа 1989, Эльблонг) — польская боксёрша. Серебряный призёр чемпионата мира 2012 года. Призёр чемпионата Европы 2019 года. Член сборной Польши по боксу.

## Карьера
Шестикратная чемпионка Польши (2011, 2012, 2013, 2014, 2016, 2018). Четыре раза занимала второе место (2008, 2009, 2010, 2017).
Обладательница серебряной медали чемпионата мира в 2012 году в Циньхуандао. В финальном поединке уступила американке Тиаре Браун.
На чемпионате мира 2018 года в Индии уступила в первом круге будущей чемпионке немецкой спортсменке Орнелле Вахнер.
В 2019 году Сандра приняла участие в чемпионате Европы по боксу, который состоялся в Испании. Она добралась до полуфинала, в котором уступила спортсменке из Италии Ирме Тесте и завоевала бронзовую медаль турнира.